# STS-53
إس تي إس-53 (بالإنجليزية: STS-53)‏ الرحلة الثانية والخمسون ضمن برنامج مكوك الفضاء لوكالة ناسا، والرحلة الخامسة عشر على متن مكوك الفضاء ديسكفري، انطلقت الرحلة في 2 ديسمبر 1992 من مركز كينيدي للفضاء ، وهبطت بتاريخ 9 ديسمبر في قاعدة إدواردز الجوية، بعد سبعة أيام مكثتها الرحلة في الفضاء، الرحلة كانت سرية لمصلحة وزارة الدفاع، بلغ عدد الرواد المشاركين في الرحلة خمسة رواد.